# Wastelands
Uppslagsordet ”Schwartzwald” leder hit. Ej att förväxla med Schwarzwald.
Wastelands är ett svenskt postapokalyptiskt science fiction-rollspel som utgavs av Lancelot Games 1990. Det konstruerades av Stefan Burström, Anders Blixt, Håkan Jonsson och Hans Sundqvist.
Reglerna baseras på rollspelet Khelataars system men har modifierats så att de är lättare att använda. Lancelot Games gav samma år ut de två äventyren Riket och Schwartzwald till Wastelands.
Försäljningen började bra men avtog raskt och strax därefter gick Lancelot Games i konkurs.
Efter konkursen 1991 ägs spelrättigheterna av den tidigare distributören AB Jan Edman, vilken har gett Rävspel tillstånd att återutge och förnya Lancelot Games HB:s spel.
Wastelands utspelar sig "efter katastrofen", trettio år efter en förödande invasion från rymdvarelser kallade byrr. En del av mänskligheten lever i plex – stadskomplex under byrrs kontroll, medan resten lever i ödemarken, så kallade wastelands. Spelet är mer inriktat på action än på elände.

## Wastelands utgivningshistoria
Lancelot Games gav 1990 ut:
- Wastelands – inbunden bok i A4-format med grundregler, introduktionsäventyret Tuppen samt poster med omslagsmotiv.
- Riket – Konungariket Bayern – äventyr i form av ett 32-sidigt A4-häfte. Riket konstruerades av Stefan Burström, Håkan Jonsson och Ola Nilsson, illustrerades av Håkan Jonsson och formgavs av Håkan Jonsson och Hans Sundqvist.
- Schwartzwald – äventyr i form av ett 32-sidigt A4-häfte. Schwartzwald konstruerades av Pär Gustavsson och Stefan Burström, illustrerades av Håkan Jonsson som även stod för kartor och omslag samt tillsammans med Hans Sundqvist stod för formgivningen.
- Spelledarskärm med regeltabeller
- Block med 20 stycken rollformulär i A4.[1]

Rävspel gav 1992 ut:
- Wastelands' Sverige – modul för Sverige konstruerad av Anders Blixt, Magnus Seter, Åke Rosenius, Dag Stålhandske, Thomas Höglund och Leif Eurén.[4]
- Den svarta karavanen – äventyr till bland annat Sverigemodulen konstruerad av Magnus Seter.[5]